# Андрей Дурновцев
Андрей Егорович Дурновцев е подполковник от Съветската армия, водещ изпитател на ядрени оръжия на Нова Земя, Герой на Съветския съюз (1962).

## Биография
Роден на 14 януари 1923 г. в село Верхние Курят (сега Каратузски район на Красноярския край).
Завършил гимназия. През юли 1942 г. е повикан за служба в Работническо-селската червена армия. През 1943 г. завършва Иркутското военно авиационно училище по механика, а през 1948 г. – Военното авиационно училище за пилоти „Енгелс“. По време на подготовката за изпитването на най-мощния термоядрен заряд в историята на ядрените опити на Нова Земя подполковник Дурновцев е назначен за водещ пилот за изпитания на ядрени оръжия.
Изпитанията се провеждат на 30 октомври 1961 г. на нос Сухой Нос, на 15 километра от залива Митюшиха, северно от пролива Маточкин Шар. Изпитанията са наблюдавани от правителствена комисия, оглавявана от маршал на Съветския съюз Кирил Москаленко. За превозно средство е избран палубният самолет Ту-95, екипажът му включва девет души, преминали през специален тренировъчен комплекс. Експлозията става в 11:33 ч. на височина 4000 метра над целта. Тези тестове са голямо технологично постижение за науката от онова време.
С Указ на Президиума на Върховния съвет на СССР от 7 март 1962 г., за „смелост и героизъм, проявени по време на въздушни ядрени изпитания“, водещият пилот на самолетоносача Ту-95, подполковник Дурновцев, е удостоен със званието Герой на Съветския съюз с връчване на орден „Ленин“ и медал „Златна звезда“ № 11127.
През 1965 г. е уволнен в резерва.
Живял е в Киев, починал е на 24 октомври 1976 г. Погребан е на военното гробище Лукяновское.